# Едуард Кендъл
 Едуард Келвин Кендъл (на английски: Edward Calvin Kendall, 8 март 1886, Южен Норуок, Кънектикът – 4 май 1972, Принстън, Ню Джърси) е американски биохимик.

## Научна дейност
През 1950 г., Кендъл получава Нобелова награда за физиология или медицина заедно с швейцарския химик Тадеуш Райхщайн и американския лекар Филип Хенч за работата им с хормоните на надбъбречната жлеза. Кендъл не се концентрира единствено върху надбъбречните жлези, той е отговорен и за изолиране на тироксин – хормон на щитовидната жлеза и работи с отбора, кристализирал глутатион и идентифицира неговата химична структура.